# Live at McCabe's Guitar Shop
Live at McCabe's Guitar Shop är ett livealbum av den amerikanske trubaduren Tom Paxton, utgivet 11 juli 2006. Albumet spelades in redan den 23 februari 1991. Det är producerat av Derek Dressler och gavs ut på skivbolaget Shout Factory!.

## Låtlista
Förutom där annat anges är samtliga låtar skrivna av Tom Paxton
1. "Introduction"
2. "Ramblin' Boy"
3. "If I Pass This Way Again"
4. "Forest Lawn"
5. "When Annie Took Me Home"
6. "My Last Love Song" (Tom Paxton/Bob Gibson)
7. "I Am Changing My Name to Chrysler"
8. "Did You Hear John Hurt?"
9. "Bottle of Wine"
10. "Home to Me (Is Anywhere You Are)"
11. "Billy Got Som Bad News Today"
12. "It Ain't Easy"
13. "One Million Lawyers"
14. "My Favorite Spring"
15. "We All Sound the Same"
16. "The Ballad of Gary Hart"
17. "Yuppies in the Sky"
18. "The Last Thing on My Mind"